# جورج سنكلير
جورج سنكلير (بالإنجليزية: George Sinclair)‏ (1889 - 1959) هو مدرب كرة قدم ولاعب كرة قدم بريطاني (وحمل سابقاً جنسية المملكة المتحدة لبريطانيا العظمى وأيرلندا) في مركز جناح ‏. لعب مع دونفرملين أثلتيك.

## وصلات خارجية
- جورج سنكلير على موقع الاتحاد الإسكتلندي (الإنجليزية)
- جورج سنكلير على موقع قاعدة بيانات كرة القدم.إي يو (الإنجليزية)